# Prijepolje
Prijepolje (izvirno srbsko Пријепоље) je mesto z okoli 13.000 prebivalci na robu jugozahodne Srbije. Je središče istoimenske občine in del Zlatiborskega upravnega okraja. V samostanu Mileševa blizu Prijepolja je tudi sedež Mileševske pravoslavne eparhije, ki zavzema jugozahodni kot ozemlja Srbije.

## Demografija
V Prijepolju je ob popisu leta 2011 živelo 13 330 prebivalcev.
Prebivalstvo je večinoma nehomogeno.
|  |

| Demografija | Demografija     | Demografija     |
| Leto        | Št. prebivalcev | Št. prebivalcev |
| ----------- | --------------- | --------------- |
|             |                 |                 |
|             |                 |                 |
|             |                 |                 |
|             |                 |                 |
| 1948        | 2828            |                 |
| 1953        | 3536            |                 |
| 1961        | 5303            |                 |
| 1971        | 10904           |                 |
| 1981        | 14543           |                 |
| 1991        | 15634           | 15527           |
| 2002        | 16332           | 15031           |
|             |                 |                 |

| Etnična sestava po popisu iz leta 2011 | Etnična sestava po popisu iz leta 2011 | Etnična sestava po popisu iz leta 2011 | Etnična sestava po popisu iz leta 2011 | Etnična sestava po popisu iz leta 2011 |
| -------------------------------------- | -------------------------------------- | -------------------------------------- | -------------------------------------- | -------------------------------------- |
| Srbi                                   | Srbi                                   |                                        | 8.151                                  | 61,14%                                 |
| Bošnjaki                               | Bošnjaki                               |                                        | 3.374                                  | 25,31%                                 |
| Muslimani                              | Muslimani                              |                                        | 1.169                                  | 8,77%                                  |
| Romi                                   | Romi                                   |                                        | 193                                    | 1,44%                                  |
| Črnogorci                              | Črnogorci                              |                                        | 54                                     | 0,40%                                  |
| Ostali                                 | Ostali                                 |                                        | 72                                     | 0,56%                                  |
| Regionalna pripadnost                  | Regionalna pripadnost                  |                                        | 7                                      | 0,05%                                  |
| Neopredeljeni                          | Neopredeljeni                          |                                        | 218                                    | 1,63%                                  |
| Neznano                                | Neznano                                |                                        | 92                                     | 0,69%                                  |